# Porsche Tennis Grand Prix 2025
Porsche Tennis Grand Prix 2025 byl tenisový turnaj na ženském profesionálním okruhu WTA Tour, hraný v Porsche-Areně. Čtyřicátý sedmý ročník Porsche Tennis Grand Prix probíhal mezi 14. a 21. dubnem 2025 v německém Stuttgartu.
Turnaj dotovaný 1 064 510 eury patřil do kategorie WTA 500. Spolu s Rouen Open byly jedinými dvěma událostmi sezóny hranými na halové antuce. Nejvýše nasazenou singlistkou se stala světová jednička Aryna Sabalenková, která na stuttgartské antuce prohrála i čtvrté finále. Jako poslední přímá účastnice do dvouhry nastoupila belgická 28. hráčka žebříčku Elise Mertensová. V důsledku invaze Ruska na Ukrajinu na konci února 2022 řídící organizace tenisu ATP, WTA a ITF s grandslamy rozhodly, že ruští a běloruští tenisté mohli dále na okruzích startovat, ale do odvolání nikoli pod vlajkami Ruska a Běloruska.
Devátý singlový titul na okruhu WTA Tour vybojovala 27letá Lotyška Jeļena Ostapenková. Jako první hráčka porazila během jediného stuttgartského ročníku světovou jedničku i dvojku. Z pozice 24. ženy klasifikace se stala druhou nejníže postavenou přemožitelkou jedničky i dvojky na jediném turnaji od zavedení žebříčku WTA v roce 1975. Roli favoritek ve čtyřhře potvrdily nejvýše nasazené, Kanaďanka Gabriela Dabrowská s Novozélanďankou Erin Routliffeovou, které získaly pátou společnou trofej.

## Rozdělení bodů a finančních odměn

### Rozdělení bodů
| Soutěž  | Soutěž | vítězky | finalistky | semifinalistky | čtvrtfinalistky | 16 v kole | 28 v kole | Q  | Q2 | Q1 |
| ------- | ------ | ------- | ---------- | -------------- | --------------- | --------- | --------- | -- | -- | -- |
| dvouhra | [ 3 ]  | 500     | 325        | 195            | 108             | 60        | 1         | 25 | 13 | 1  |
| čtyřhra | [ 9 ]  | 500     | 325        | 195            | 108             | 1         | —         | —  | —  | —  |

### Finanční odměny
| Soutěž                                | Soutěž       | vítězky   | finalistky | semifinalistky | čtvrtfinalistky | 16 v kole | 28 v kole | Q2      | Q1      |
| ------------------------------------- | ------------ | --------- | ---------- | -------------- | --------------- | --------- | --------- | ------- | ------- |
| dvouhra                               | [ 3 ] [ 10 ] | 142 610 € | 87 825 €   | 51 305 €       | 27 040 €        | 13 760 €  | 9 828 €   | 8 090 € | 4 860 € |
| čtyřhra                               | [ 9 ]        | 47 220 €  | 28 700 €   | 16 660 €       | 8 550 €         | 5 220 €   | —         | —       | —       |
| částky ve čtyřhře jsou uváděny na pár |              |           |            |                |                 |           |           |         |         |

## Ženská dvouhra

### Nasazení
| Stát                         | Hráčka             | WTA | Nasazení |
| ---------------------------- | ------------------ | --- | -------- |
|                              | Aryna Sabalenková  | 1.  | 1.       |
| Polsko                       | Iga Świąteková     | 2.  | 2.       |
| USA                          | Jessica Pegulaová  | 3.  | 3.       |
| USA                          | Coco Gauffová      | 4.  | 4.       |
| Itálie                       | Jasmine Paoliniová | 6.  | 5.       |
|                              | Mirra Andrejevová  | 7.  | 6.       |
| USA                          | Emma Navarrová     | 11. | 7.       |
|                              | Diana Šnajderová   | 13. | 8.       |
| Žebříček WTA k 7. dubnu 2025 |                    |     |          |

### Jiné formy účasti
Následující hráčky obdržely divokou kartu do hlavní soutěže:
- Eva Lysová
- Tatjana Mariová
- Jule Niemeierová
- Laura Siegemundová

Následující hráčky postoupily z kvalifikace
- Jana Fettová
- Dajana Jastremská
- Veronika Kuděrmetovová
- Aljaksandra Sasnovičová

Následující hráčky postoupily z kvalifikace jako šťastné poražené:
- Erika Andrejevová
- Sara Erraniová
- Ella Seidelová

### Odhlášení
před zahájením turnaje
- Paula Badosová → nahradila ji Erika Andrejevová
- Danielle Collinsová → nahradila ji  Ella Seidelová
- Barbora Krejčíková → nahradila ji  Anastasija Potapovová
- Čeng Čchin-wen → nahradila ji  Sara Erraniová

## Ženská čtyřhra

### Nasazení
| Stát                                                                     | Hráčka             | Stát        | Hráčka                 | WTA | Nasazení |
| ------------------------------------------------------------------------ | ------------------ | ----------- | ---------------------- | --- | -------- |
| Kanada                                                                   | Gabriela Dabrowská | Nový Zéland | Erin Routliffeová      | 8.  | 1.       |
| Itálie                                                                   | Sara Erraniová     | Itálie      | Jasmine Paoliniová     | 12. | 2.       |
| Čínská Tchaj-pej                                                         | Čan Chao-čching    |             | Veronika Kuděrmetovová | 29. | 3.       |
| USA                                                                      | Asia Muhammadová   | Nizozemsko  | Demi Schuursová        | 34. | 4.       |
| Žebříček WTA k 7. dubnu 2025; číslo je součtem umístění obou členek páru |                    |             |                        |     |          |

## Přehled finále

### Ženská dvouhra
- Jeļena Ostapenková vs.   Aryna Sabalenková, 6–4, 6–1

### Ženská čtyřhra
Gabriela Dabrowská /  Erin Routliffeová vs.   Jekatěrina Alexandrovová /  Čang Šuaj, 6–3, 6–3